# كارلوس إس. كاماتشو
كارلوس إس. كاماتشو هو حاكم وسياسي أمريكي، ولد في 27 فبراير 1937 في سايبان في الولايات المتحدة. نشط حزبياً في Democratic Party of the Northern Mariana Islands ‏ والحزب الديمقراطي. وقد انتخب حاكم جزر ماريانا الشمالية ‏ (9 يناير 1978 – 11 يناير 1982).